# Donje Gare
Donje Gare (en serbe cyrillique : Доње Гаре) est un village de Serbie situé dans la municipalité de Vlasotince, district de Jablanica. Au recensement de 2011, il comptait 90 habitants.
Donje Gare est situé sur les bords de la Vlasina, un affluent droit de la Južna Morava.

## Démographie
| 1948 | 1953 | 1961 | 1971 | 1981 | 1991 | 2002 | 2011 |
| ---- | ---- | ---- | ---- | ---- | ---- | ---- | ---- |
| 580  | 634  | 590  | 459  | 360  | 246  | 165  | 90   |

|  |